# 化能生物

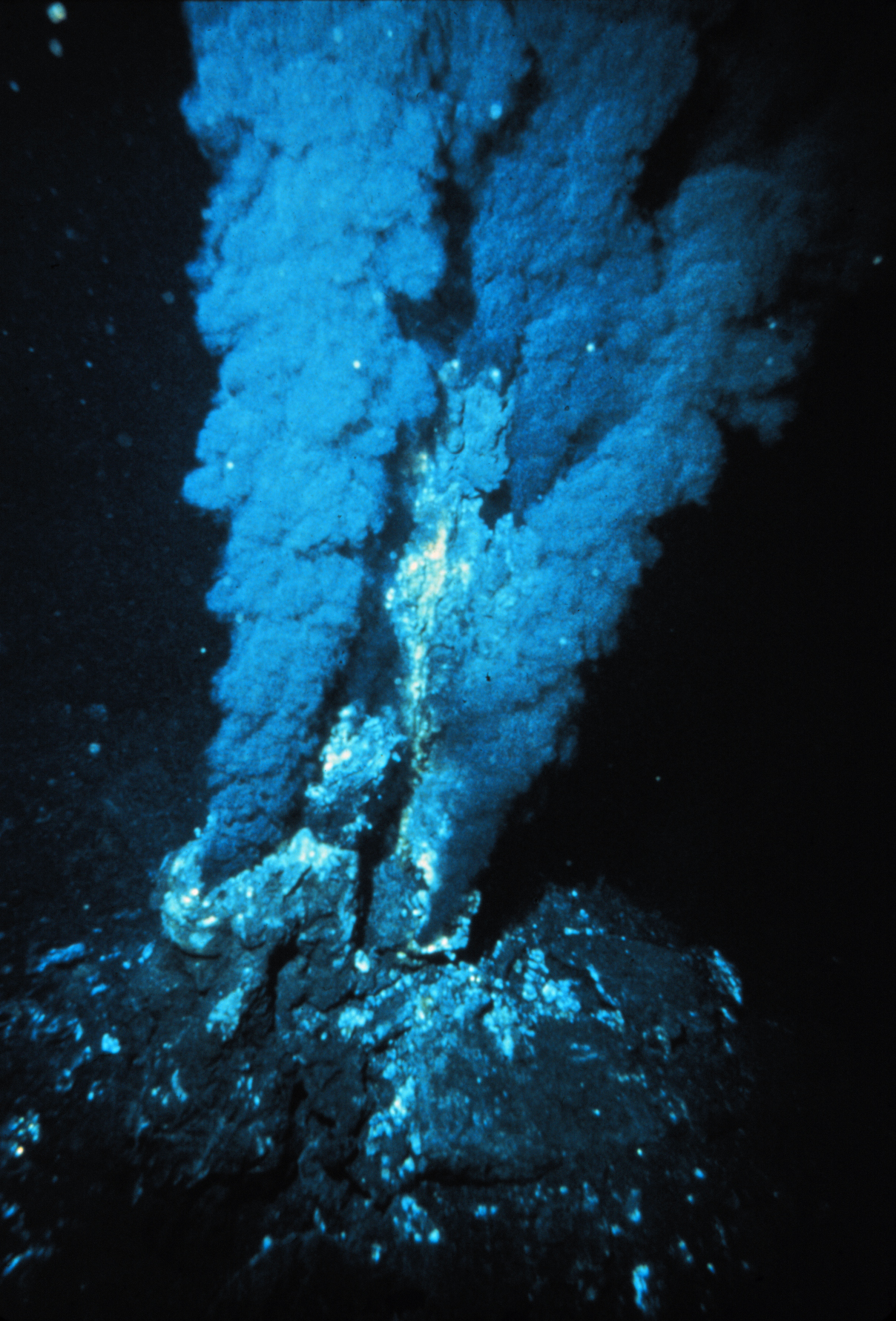
海底熱泉黑煙囪可以為化能生物提供能量和營養

化能生物（英語：Chemotroph），其中化能菌又分為（異養菌）和（自養菌）兩大類。前者靠氧化有機物取得能量，後者則靠氧化無機物獲取能量。化能生物种类繁多，从蠕虫到鱼类应有尽有。